# Speedline

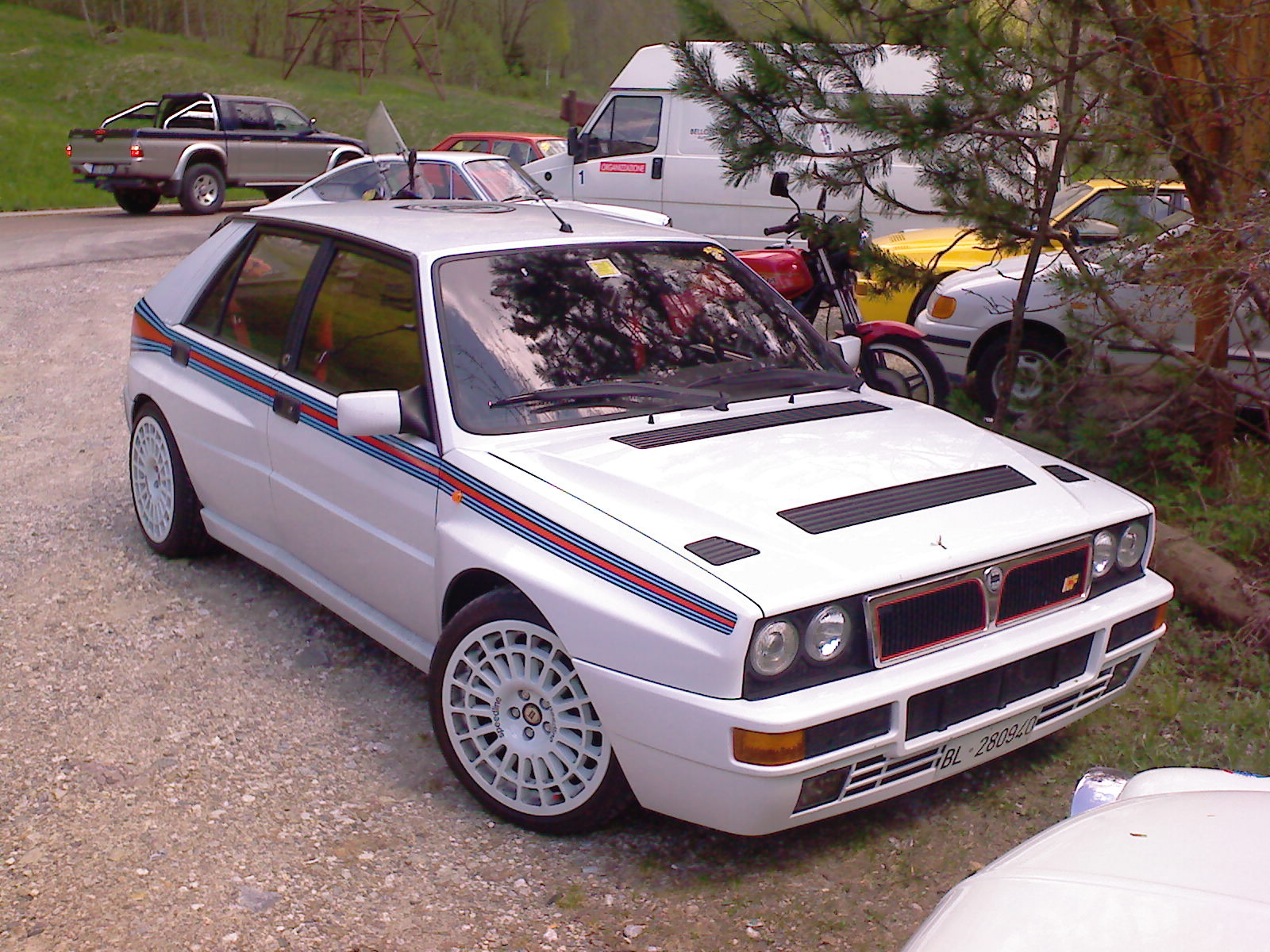
Speedlineräder an einem Lancia Delta Integrale

Speedline SpA. ist ein Hersteller von Leichtmetallrädern aus Santa Maria di Sala in Venetien und wurde 2023 von der Ronal Group inklusive der Marke Speedline Corse an das deutsche Private-Equity-Unternehmen Calista verkauft.
Unter dem Namen Speedline wurden vornehmlich Sportwagenfirmen beliefert, die Räder waren aus Aluminium oder Magnesium. Mit dem Kauf von Volumenherstellern wurden unter deren Namen auch für andere Hersteller wie Volkswagen und Audi geliefert. In Nordamerika wurden die Produkte unter dem Namen Aluminator vertrieben. 1995 fusionierte Speedline Spa mit Hydromagnesium und gründete Hyspeed. Zu diesem Zeitpunkt war Speedline Spa der größte Hersteller von Leichtmetallrädern europaweit.
Mit Porsche begann die Zusammenarbeit beim Rennwagen Porsche 956. Später wurde auch ein mehrteiliges Rad für Serienfahrzeuge produziert.